# Villa Dolores
Villa Dolores – miasto w Argentynie w prowincji Córdoba.
W 2015 roku miasto liczyło 45,2 tys. mieszkańców.